# Sortterne
Sortternen (Chlidonias niger) er en lille terne. De voksne fugle har korte, mørke ben og et kort, sort næb. Fuglen når en længde på 23-28 cm og vejer 60-75 g. Den yngler i ferskvandssumpe i Canada, i det nordlige USA, i det meste af Europa og i det vestlige Asien. Den er regnet som en truet art på den danske rødliste 2019.
Sortternen sidder som regel på rede på flydende materiale i sumpene eller på jorden tæt ved vand. Hunnen lægger 2-4 æg.